# Třída Sentinel
Třída Sentinel byla třída lehkých křižníků Royal Navy. Celkem byly postaveny dvě jednotky této třídy. Ve službě byly v letech 1905–1921. Účastnily se první světové války. Jednalo se o menší lodi označované jako Scouts. Měly sloužit jako vůdčí lodi torpédoborců, jejichž novým typům však již nestačily rychlostí.

## Stavba
Britská admiralita objednala stavbu osmi malých průzkumných křižníků, které měly v boji podporovat britské torpédoborce. Zakázka byla rozdělena mezi čtyři loděnice, takže vznikly čtyři třídy křižníků po dvou jednotkách. Jednalo se o třídy Adventure, Forward, Pathfinder a Sentinel. Dvě jednotky třídy Sentinel postavila v letech 1903–1905 loděnice Vickers v Barrow.
Jednotky třídy Sentinel:
| Jméno                   | Loděnice        | Založení kýlu     | Spuštěna       | Vstup do služby | Poznámka              |
| ----------------------- | --------------- | ----------------- | -------------- | --------------- | --------------------- |
| Sentinel (ex Inchkeith) | Vickers, Barrow | 8. června 1903    | 19. dubna 1904 | duben 1905      | Prodán do šrotu 1923. |
| Skirmisher              | Vickers, Barrow | 29. července 1903 | 7. února 1905  | červenec 1905   | Prodán do šrotu 1920. |

## Konstrukce

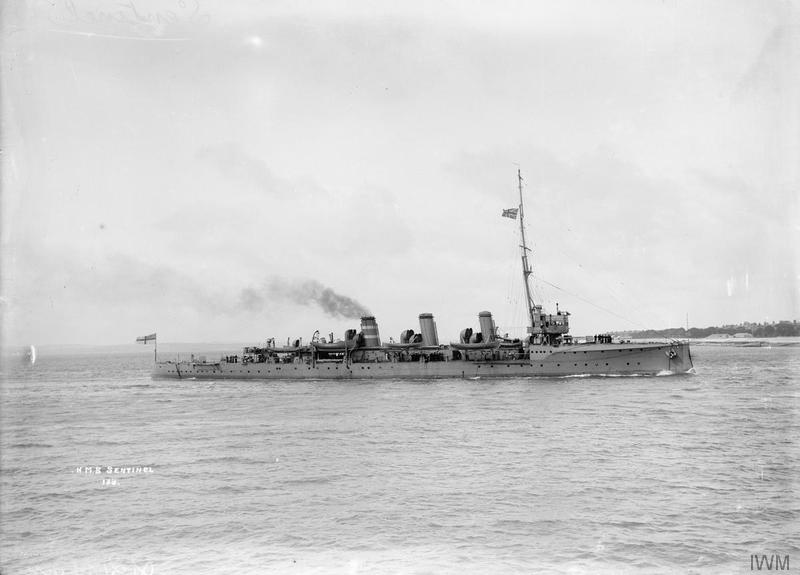
HMS Sentinel

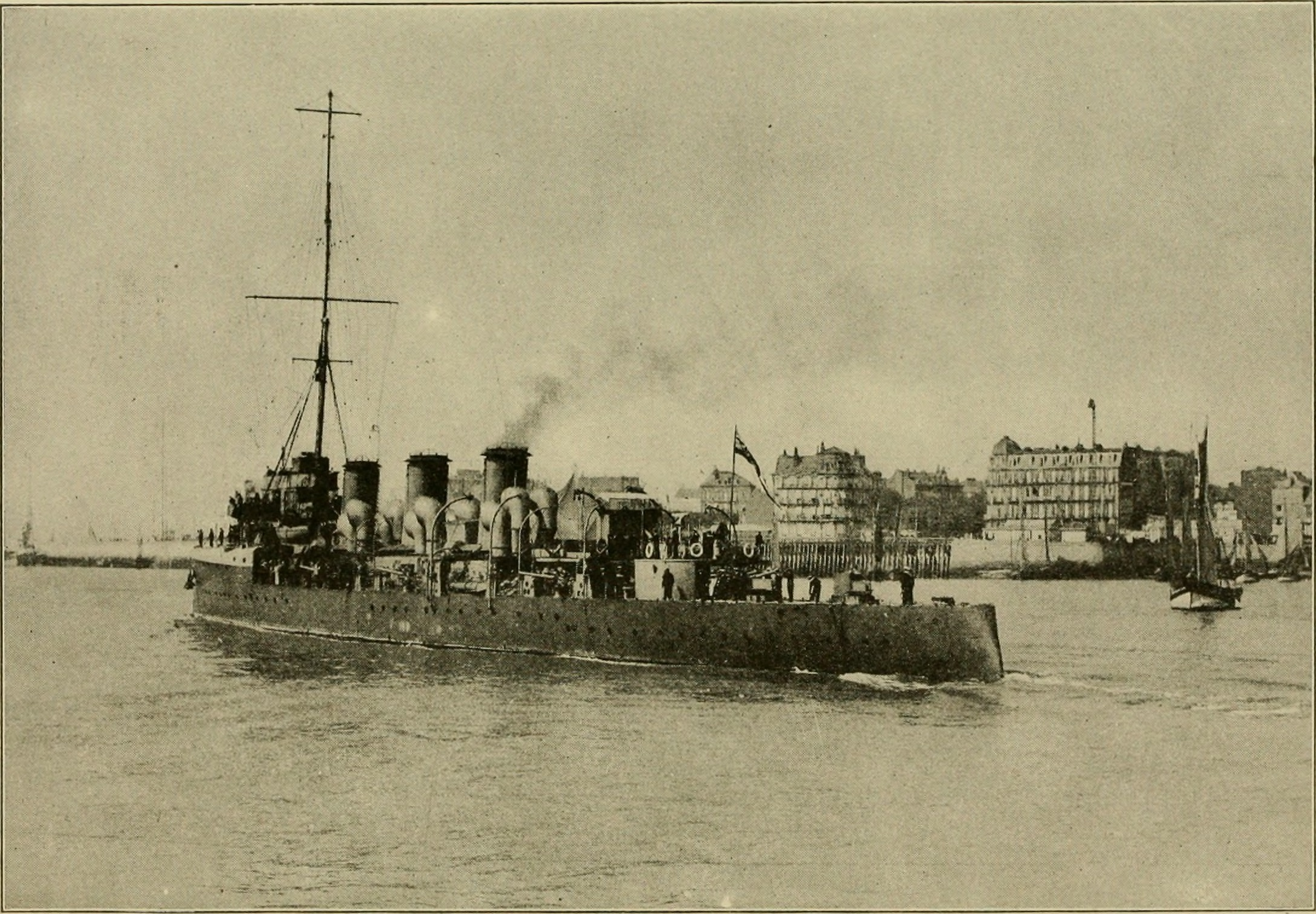
Křižník třídy Sentinel

Křižníky chránilo lehké pancéřování. Po dokončení nesly deset 76mm kanónů, osm 47mm kanónů a dva 457mm torpédomety. Pohonný systém tvořilo dvanáct kotlů Vickers-Express a dva parní stroje s trojnásobnou expanzí o výkonu 17 000 ihp, pohánějící dva lodní šrouby. Nejvyšší rychlost dosahovala 25 uzlů. Dosah byl 3000 námořních mil.

### Modifikace
Křižníky byly po dokončení kritizovány kvůli příliš slabé výzbroji. Nejprve byla jejich hlavní výzbroj posílena o dva 76mm kanóny a všechny 47mm kanóny nahradilo šest kusů ráže 57 mm. V letech 1911–1912 byla instalována nová výzbroj devíti 102mm kanónů.

## Osudy
Obě lodi byly v aktivní službě v době první světové války. Na jejím počátku byly součástí hlídkových sil kontradmirála George A. Ballarda. Sentinel byl součástí 6. flotily torpédoborců a Skirmisher vedl 7. flotilu torpédoborců. Obě lodi válku přečkaly — Skirmisher byl vyřazen roku 1920 a Sentinel roku 1923.